# Hudiksvall
Hudiksvall este un oraș în Suedia.

## Demografie
| \| Evoluția demografică a zonei urbane Hudiksvall, 1970–2015 \| Evoluția demografică a zonei urbane Hudiksvall, 1970–2015 \| Evoluția demografică a zonei urbane Hudiksvall, 1970–2015 \| Evoluția demografică a zonei urbane Hudiksvall, 1970–2015 \| Evoluția demografică a zonei urbane Hudiksvall, 1970–2015 \| \| --------------------------------------------------------------------------------------- \| --------------------------------------------------------- \| --------------------------------------------------------- \| --------------------------------------------------------- \| --------------------------------------------------------- \| \| An \| \| \| Locuitori \| \| \| 1970 \| 1970 \| \| 14.351 \| 14.351 \| \| 1975 \| 1975 \| \| 15.004 \| 15.004 \| \| 1980 \| 1980 \| \| 14.675 \| 14.675 \| \| 1990 \| 1990 \| \| 14.949 \| 14.949 \| \| 1995 \| 1995 \| \| 15.395 \| 15.395 \| \| 2000 \| 2000 \| \| 14.996 \| 14.996 \| \| 2005 \| 2005 \| \| 14.850 \| 14.850 \| \| 2010 \| 2010 \| \| 15.015 \| 15.015 \| \| 2015 \| 2015 \| \| 16.081 \| 16.081 \| \| Sursa: SCB - Statistika Centralbyrån, Folkmängden per tätort. Vart femte år 1960 - 2016 \| \| \| \| \| |      |  |           |        |
| Evoluția demografică a zonei urbane Hudiksvall, 1970–2015 |      |  |           |        |
| An |      |  | Locuitori |        |
| 1970 | 1970 |  | 14.351    | 14.351 |
| 1975 | 1975 |  | 15.004    | 15.004 |
| 1980 | 1980 |  | 14.675    | 14.675 |
| 1990 | 1990 |  | 14.949    | 14.949 |
| 1995 | 1995 |  | 15.395    | 15.395 |
| 2000 | 2000 |  | 14.996    | 14.996 |
| 2005 | 2005 |  | 14.850    | 14.850 |
| 2010 | 2010 |  | 15.015    | 15.015 |
| 2015 | 2015 |  | 16.081    | 16.081 |
| Sursa: SCB - Statistika Centralbyrån, Folkmängden per tätort. Vart femte år 1960 - 2016 |      |  |           |        |